# Panism
Panismul este un concept geopolitic fondată de Karl Haushofer, de la conceptul geopolitic de Pan-Ideie (Pan exprimă ideea unui tot în limba greacă). Pan panisme sau o idee este un "reprezentare geopolitică bazată pe o comunitate de etnice, religioase, regional sau continental." Acesta se bazează pe trei elemente geografice: limbă, religie și aparțin aceluiași continent. Panismele se divizeaza in 3 categorii:
a) Panismele etno-lingvistice.
b) Panismele religioase.
c) Panismele continentale
Panismele etno-lingvistice – la rindul lor sunt subidivizat in mai multe categorii:
Panturcismul - Născut din înfrângerea Imperiului Otoman în 1918, vrea să adune toate popoarele turcice ale continentului eurasiatic, de la Marea Mediterană. De la căderea Zidului Berlinez, panturcismul are, pentru moment, sprijinul Statelor Unite și Israelului. Își extinde influența în Balcani (inclusiv în Kosovo) și Cipru de Nord. Se urmărește, de asemenea pentru a lega republicile turcice din Asia Centrală să beneficieze de trecerea de conducte de petrol și gaze, în parteneriat cu Statele Unite, în detrimentul Rusiei.
Panarabismul - Mișcare politică și culturală vizând unitatea țărilor arabe. După Primul Război Mondiala adoptat o atitudine de opoziție față de colonialismul franco-britanic și față de cultura occidentală, exacerbînd valorile fundamentale religioase și lingvistice. În 1945, pentru sprijinirea luptei arabilor, a luat ființă Liga Țărilor Arabe.
Pangermanismul - Mișcare politică și culturală în vederea unirii tuturor popoarelor germanice într-un stat, apărută la începutul sec. 19 și promovată de Ernst Moritz Arndt. Liga Pangermanică a fost organizată de Ernst Hasse (1894). În sec. 20, prin conotații rasiste și de asigurare a unui „spațiu vital”, dezvoltate de Germania nazistă, s-a ajuns la al doilea război mondial. 
Pansklavism - Curent politic, apărut în Rusia, în sec. 19, care preconiza unirea tuturor popoarelor slave într-un singur stat; ansamblul teoriilor și al mișcărilor politico-culturale care au urmărit unificarea tuturor popoarelor slave într-o singură entitate politică (sub protecția Rusiei). S-a conturat în sec. 19, în special în țările Europei Centrale, supuse dominării austriece. În 1848, a avut loc, la Praga, Congresul naționalităților slave, sub președinția lui František Palacký, care urmărea realizarea unei federații. Constituirea Imperiului Austro-Ungar (1867) a frustrat însă așteptările mișcării. Către sfârșitul sec. 19, s-a manifestat și un partid democrat în jurul lui M. Bakunin, care relua, în parte, idealul unitar al decembriștilor. 

## Panismele religioase
Panismul religios este cel mai dinamic . Scopul său este de a unifica lumea musulmană. Spre deosebire de arabismului referindu-se la etnicism, Islamul bazînduse pe comunitate religioasă, Ummah. Printre sunniții, patru școli de gindire juridică structurează viziunea lor asupra lumii: școala Maliki, școala Hanafi, școala Hanbali și școala Chafeit. Șiiții pus credința lor de la Ali, fiul lui Mohamed, spre deosebire de sunniti. Șiiții au pus credința lor de la Ali, fiul lui Mohamed, spre deosebire de sunniti.

## Panismul continental
Panismul continental vrea unificarea continentului și promovarea apariției unei unități politice și economice. La construirea Europeană ( Uniunea Europeană) este un exemplu de panism continental.
Acest lucru este în contradicție cu istoria Franței (în urmă cu 1517 de ani de la botezul lui Clovis în 496, Franța fiind construită pe baza independenței și suveranității naționale politice și refuzînd de a vedea apariția unui imperiu European, și de a institui  dreptului său în organizarea internă Franceză). Dorinta de a crea un sistem unificat de America de Nord in bloc (Statele Unite ale Americii, Canada și Mexic), cu o monedă unică, înlocuirea dolarului american, dolarul canadian și peso mexican este un alt exemplu de continentale panisme. Această ambiție este încurajată de către Consiliul pentru Relații Externe (CFR), care formulează politica externă a SUA.